# Robin Hood Aviation
Robin Hood Aviation war eine österreichische Fluggesellschaft mit Sitz in Feldkirchen bei Graz und Basis am Flughafen Graz.

## Geschichte
Die Fluggesellschaft bekam am 11. April 2007 ihre Betriebsgenehmigung der Austro Control und begann am 29. Mai 2007 mit einer Saab 340 (OE-GIR) den Linienbetrieb aufzunehmen. 
Am 15. März 2010 hat Robin Hood Aviation Insolvenz angemeldet. Es wurde jedoch ein – zwischenzeitlich erfolgreich beendeter – Ausgleich angestrebt und der Flugbetrieb fortgeführt.
Mitte August 2011 wurde der Flugbetrieb ohne Angabe näherer Gründe für zunächst einige Tage eingestellt. Zuvor waren bereits Konflikte in der Unternehmensleitung bekannt geworden. Am 23. August 2011 wurde aufgrund von Verbindlichkeiten in Gesamthöhe von 1,8 Millionen Euro erneut ein Insolvenzantrag eingereicht. Bereits zuvor drohte die Pfändung eines der beiden Flugzeuge der Gesellschaft. Nach Eröffnung des Insolvenzverfahrens wurden die Mitarbeiter der Fluglinie gekündigt und der Flugbetrieb eingestellt.
Die Flugverbindung Graz – Zürich wurde durch InterSky weiterbetrieben, wenngleich auch diese im November 2015 Insolvenz anmeldete und den Flugbetrieb einstellte.

## Ziele
Robin Hood verband im Linienbetrieb von Montag bis Freitag die österreichischen Städte Graz mit Zürich und von Montag bis Donnerstag Linz mit Zürich und umgekehrt. Die Flugangebote richteten sich primär an Geschäftsreisende und waren daher als Tagesrandverbindungen ausgelegt (Hinflug morgens, Rückflug abends), wodurch ein eintägiger Aufenthalt ohne Übernachtung in der jeweiligen Zielstadt möglich war. Es wurden zudem auch Charterflüge angeboten. Von Juni 2009 bis Oktober 2009 war auch Flughafen Klagenfurt eine Operationsbasis. So wurde ab Klagenfurt Zürich direkt und Stuttgart über Graz angeflogen.

## Flotte
Mit Stand August 2011 bestand die Flotte der Robin Hood Aviation aus zwei Flugzeugen:
- 2 Saab 340A (übernommen von Air Nelson)

Die Flugzeuge trugen den Namen „Little John“ bzw. „Maid Marian“.